# Domus Valli Pulicelle
La Domus Valli Pulicelle è un edificio situato nel comune di San Pietro in Cariano, in provincia di Verona, antica sede del Vicariato della Valpolicella. Edificata intorno al XV secolo, è ora sede di alcuni uffici dell'amministrazione comunale.

## Storia
Nei primi anni di vita del Vicariato, la sua sede non era definita con precisione. Tuttavia, almeno dal 1452, quando il Vicario era un tale Agostino Guarino, si sa che era stata stabilita a San Pietro in Cariano in piazza Ara della Valle. L'edificio, tuttora esistente, venne costruito nel XIV secolo e alle origini possedeva una loggia, una grande sala, una corte interna e si innalzava su due piani. Sulla facciata sono riportati non meno di trenta simboli ed epigrafi che ricordano i Vicari più importanti, accompagnati da un affresco raffigurante una "Madonna con Bambino".
In questo edificio si tenevano tutti gli uffici amministrativi fiscali e giudiziari inerenti alla Valpolicella. Esso rimase la sede del Vicario per quattro secoli, fino alla scomparsa del Vicariato stesso avvenuta nel 1805. Anche successivamente venne utilizzato come sede amministrativa e comunale, fino al 1980, quando il municipio è stato spostato poco distante.

## Descrizione
All'interno si possono ammirare diversi affreschi, tra cui una Madonna, attribuita Francesco Morone e altri di epoca seicentesca. Una lapide murata nell'atrio, in cui si legge: ".. La Valpolicella con i suoi 6.135 voti unanimi, si unì al resto d'Italia", ricorda il plebiscito del Veneto del 1866.

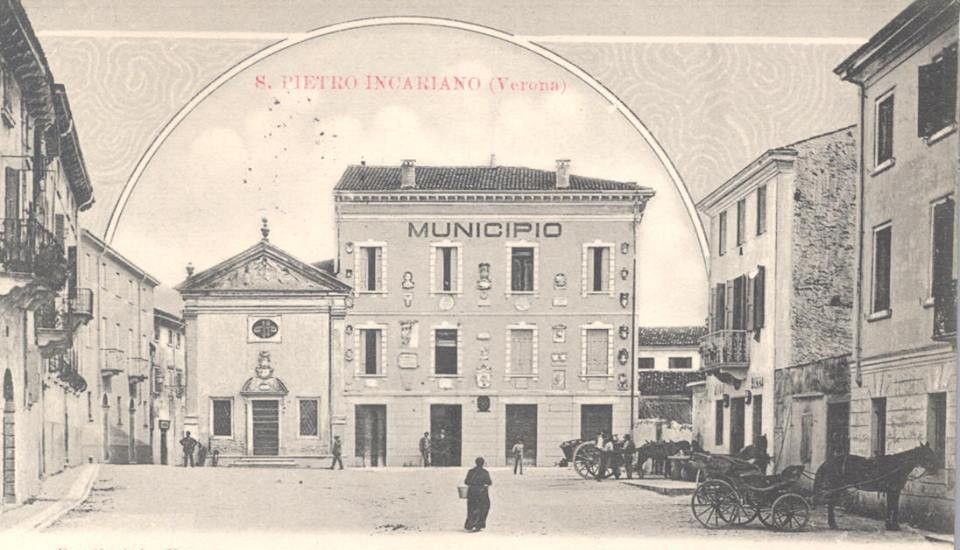
L'ex sede del Vicariato come si presentava alla fine del XIX secolo.

Accanto all'edificio vicariale sorge una piccola cappella costruita tra il 1682 e il 1687, comunemente conosciuta come Chiesa dell'Ara ma dedicata nel 1692, come si legge da una targa del Vicario Carlo de Verità Poeta, a Santa Chiara d'Assisi. Il piccolo complesso religioso venne realizzato su volere del Consiglio della Valle probabilmente sui resti di un preesistente edificio medievale. Qui si tenevano le funzioni religiose per i Massari e i Sindici che si riunivano la domenica dopo la messa. All'esterno vi è un affresco attribuito a Giovanni Battista Lanceni mentre all'interno, a cui si accede attraverso un portale barocco è conservata una pala d'altare di Alessandro Marchesini raffigurante Santa Chiara che protegge la Valpolicella.
La tradizione vuole che a fianco della Domus Vallis, precisamente alla sua sinistra, vi fossero le carceri. Ciò si spiega dal fatto che al Vicario era demandato anche il compito di amministrare la giustizia e di emettere le sentenze. Tuttavia, è più probabile che le celle fossero, in realtà, poste all'interno della stessa Domus.